# Saison 2 d'Amphibia
 (février 2022).
Si vous disposez d'ouvrages ou d'articles de référence ou si vous connaissez des sites web de qualité traitant du thème abordé ici, merci de compléter l'article en donnant les références utiles à sa vérifiabilité et en les liant à la section « Notes et références ».
Chronologie
Saison 1 Saison 3
Cet article recense la liste des épisodes de la deuxième saison de la série d'animation américaine Amphibia.

## Épisodes
| No. de série | No. de saison | Titres (français & original)                                    | Réalisation                    | Scénario                        | Première diffusion | Première diffusion | Code prod. |
| --- | ------------- | --------------------------------------------------------------- | ------------------------------ | ------------------------------- | ------------------ | ------------------ | ---------- |
| 21a | 1a            | Handy Anne                                                      | Kyler Spears                   | Adam Colás                      | 11 juillet 2020    | 21 décembre 2020   | 201A       |
| Craignant que quelque chose de grave ne se produise pendant leur séjour à Newtopia, Anne décide de protéger la ferme contre les catastrophes.                                                        |               |                                                                 |                                |                                 |                    |                    |            |
| 21b | 1b            | Fort en route Fort in the Road                                  | Joe Johnston                   | Todd McClintock                 | 11 juillet 2020    | 21 décembre 2020   | 201B       |
| Sprig aspire à des aventures exotiques sur la route, mais les règles de circulation strictes de Hop Pop menacent de gâcher tous ses plans amusants.                                                  |               |                                                                 |                                |                                 |                    |                    |            |
| 22a | 2a            | La ballade de Hopediah Plantaire The Ballad of Hopediah Plantar | Jenn Strickland                | Michele Cavin                   | 18 juillet 2020    | 22 décembre 2020   | 202A       |
| Les efforts de Hop Pop pour être salué comme un héros parmi les habitants de certaines petites villes se retournent contre lui lorsqu'il se dresse contre la mauvaise famille.                       |               |                                                                 |                                |                                 |                    |                    |            |
| 22b | 2b            | Anne Hunter                                                     | Kyler Spears                   | Jenava Mie                      | 18 juillet 2020    | 22 décembre 2020   | 202B       |
| Lorsque la famille est en danger, Anne doit mettre sa gêne de côté afin d'apprendre le vrai chemin du chasseur.                                                                                      |               |                                                                 |                                |                                 |                    |                    |            |
| 23a | 3a            | Camion Stop Polly Truck Stop Polly                              | Joe Johnston                   | Gloria Shen                     | 25 juillet 2020    | 24 décembre 2020   | 203A       |
| Ne se sentant pas appréciée par sa famille, Polly élabore un plan pour qu'ils lui prêtent attention.                                                                                                 |               |                                                                 |                                |                                 |                    |                    |            |
| 23b | 3b            | Une caravane nommée Désir A Caravan Named Desire                | Jenn Strickland                | Gloria Shen                     | 25 juillet 2020    | 24 décembre 2020   | 203B       |
| Hop Pop signe la famille pour rejoindre une troupe de théâtre itinérante, dans l'espoir de réaliser son rêve d'être acteur.                                                                          |               |                                                                 |                                |                                 |                    |                    |            |
| 24a | 4a            | Col du Querrier Quarreler's Pass                                | Kyler Spears                   | Todd McClintock                 | 1er août 2020      | 25 décembre 2020   | 204A       |
| Hop Pop dépose Sprig et Polly sur un sentier de montagne rempli d'obstacles conçu pour les aider à s'entendre.                                                                                       |               |                                                                 |                                |                                 |                    |                    |            |
| 24b | 4b            | Gobe-mouchoir Toadcatcher                                       | Joe Johnston                   | Michele Cavin                   | 1er août 2020      | 25 décembre 2020   | 204B       |
| Sasha et Grime doivent concilier leurs différences pour échapper au guerrier le plus habile de Newtopia, le général Yunnan.                                                                          |               |                                                                 |                                |                                 |                    |                    |            |
| 25a | 5a            | Marais et sensibilité Swamp and Sensibility                     | Kyler Spears                   | Gloria Shen                     | 8 août 2020        | 28 décembre 2020   | 205A       |
| Quand Anne découvre un vieil ami qui mène une double vie, elle devient obsédée par l'aider à être lui-même.                                                                                          |               |                                                                 |                                |                                 |                    |                    |            |
| 25b | 5b            | Musée de Cire Wax Museum                                        | Jenn Strickland                | Jenava Mie                      | 8 août 2020        | 28 décembre 2020   | 205B       |
| La famille visite un mystérieux musée de bizarreries en bordure de route où chaque trésor a un prix.                                                                                                 |               |                                                                 |                                |                                 |                    |                    |            |
| 26 | 6             | Marcy aux portes Marcy at the Gates                             | Joe Johnson & Jenn Strickland  | Matt Braly & Adam Colás         | 15 août 2020       | 29 décembre 2020   | 206        |
| La famille doit vaincre toute une armée de fourmis avant d'entrer dans Newtopia. |               |                                                                 |                                |                                 |                    |                    |            |
| 27a | 7a            | Chasse aux trésor Scavenger Hunt                                | Kyler Spears                   | Todd McClintock                 | 22 août 2020       | 31 décembre 2020   | 207A       |
| Anne, Sprig et Marcy reçoivent un mystérieux message du roi de Newtopia qui les envoie en mission de résolution d'énigmes.                                                                           |               |                                                                 |                                |                                 |                    |                    |            |
| 27b | 7b            | L'arrivée des Plantaire The Plantars Check In                   | Joe Johnston                   | Michele Cavin                   | 22 août 2020       | 31 décembre 2020   | 207B       |
| Anne rencontre enfin le roi Andrias et tente de solliciter son aide pour rentrer chez elle. |               |                                                                 |                                |                                 |                    |                    |            |
| 28a | 8a            | Perdus dans Newtopia Lost in Newtopia                           | Jenn Strickland                | Jenava Mie                      | 29 août 2020       | 1er janvier 2021   | 208A       |
| Anne et Polly jurent de découvrir la ville comme les habitants mais se retrouvent dans une folle chevauchée dans les rues de Newtopia.                                                               |               |                                                                 |                                |                                 |                    |                    |            |
| 28b | 8b            | Sprig se scolarise Sprig Gets Schooled                          | Kyler Spears                   | Gloria Shen                     | 29 août 2020       | 1er janvier 2021   | 208B       |
| Sprig se voit offrir une place à l'Université de Newtopia. |               |                                                                 |                                |                                 |                    |                    |            |
| 49a | 9a            | Affaire de justice Little Frogtown                              | Joe Johnston                   | Adam Colás                      | 12 septembre 2020  | 10 mai 2021        | 209A       |
| Hop Pop enquête sur la disparition d'un vieil ami et sur le mystérieux syndicat du crime qu'il soupçonne d'être derrière.                                                                            |               |                                                                 |                                |                                 |                    |                    |            |
| 49b | 9b            | Souvenir à tout prix Hopping Mall                               | Jenn Strickland                | Todd McClintock                 | 12 septembre 2020  | 10 mai 2021        | 209B       |
| Hop Pop emmène les enfants dans un centre commercial Newtopian pour acheter des souvenirs, et Anne fera tout pour obtenir le cadeau parfait pour sa mère à la maison.                                |               |                                                                 |                                |                                 |                    |                    |            |
| 50a | 10a           | La meilleure soirée pyjama The Sleepover to End All Sleepovers  | Kyler Spears                   | Michele Cavin                   | 19 septembre 2020  | 11 mai 2021        | 210A       |
| Anne et Marcy lancent un défi Scare Dare qui amène Sprig et Polly dans des zones interdites du château.                                                                                              |               |                                                                 |                                |                                 |                    |                    |            |
| 50b | 10b           | Une journée à l'aquarium A Day At the Aquarium                  | Joe Johnston                   | Gloria Shen                     | 19 septembre 2020  | 11 mai 2021        | 210B       |
| Anne et les Plantars cherchent à passer ce qui pourrait être leur dernier jour ensemble à l'Aquarium Newtopia.                                                                                       |               |                                                                 |                                |                                 |                    |                    |            |
| 51 | 11            | Le confinement The Shut-In!                                     | Joe Johnston & Jenn Strickland | Todd McClintock & Michele Cavin | 17 octobre 2020    | 27 octobre 2021    | 212        |
| Anne et les Plantars se protègent des dangers de la Blue Moon annuelle en s'enfermant dans la maison et en se divertissant avec les histoires les plus effrayantes auxquelles ils peuvent penser.    |               |                                                                 |                                |                                 |                    |                    |            |
| 52a | 12a           | Conduite de nuit Night Drivers                                  | Jenn Strickland                | Jenava Mie                      | 6 mars 2021        | 14 mai 2021        | 211A       |
| Ignorant les avertissements d' Anne et Hop Pop sur les dangers de la conduite de nuit, Sprig et Polly restent debout toute la nuit pour conduire la maison familiale.                                |               |                                                                 |                                |                                 |                    |                    |            |
| 52b | 12b           | Retour à Wartwood Return to Wartwood                            | Kyler Spears                   | Adam Colás                      | 6 mars 2021        | 14 mai 2021        | 211B       |
| Après s'être rendu compte qu'ils avaient oublié d'offrir à quiconque un cadeau de Newtopia , les Plantar élaborent un plan risqué pour empêcher la ville de le découvrir.                            |               |                                                                 |                                |                                 |                    |                    |            |
| 53a | 13a           | Ivy s'enfuit Ivy on the Run                                     | Joe Johnston                   | Gloria Shen                     | 13 mars 2021       | 17 mai 2021        | 213A       |
| Marre des règles strictes de sa mère, Ivy élabore un plan pour s'enfuir. |               |                                                                 |                                |                                 |                    |                    |            |
| 53b | 13b           | Après la pluie After the Rain                                   | Kyler Spears                   | Jenava Mie                      | 13 mars 2021       | 17 mai 2021        | 213B       |
| Anne demande à Hop Pop de récupérer la boîte à musique, mettant au jour des secrets enfouis depuis longtemps.                                                                                        |               |                                                                 |                                |                                 |                    |                    |            |
| 54 | 14            | Le Premier Temple The First Temple                              | Kyler Spears & Jenn Strickland | Adam Colás & Todd McClintock    | 20 mars 2021       | 18 mai 2021        | 214        |
| Marcy, Anne et les Plantars se rendent dans un ancien temple qui pourrait détenir la clé pour ramener Anne et Marcy à la maison, mais seulement s'ils peuvent survivre aux défis mortels du temple ! |               |                                                                 |                                |                                 |                    |                    |            |
| 55a | 15a           | Le nouveau Wartwood New Wartwood                                | Joe Johnston                   | Michele Cavin                   | 27 mars 2021       | 20 mai 2021        | 215A       |
| Dans l'intention de gagner Wartwood, Marcy élabore un plan pour améliorer la ville. |               |                                                                 |                                |                                 |                    |                    |            |
| 55b | 15b           | Grobo Friend or Frobo?                                          | Jenn Strickland                | Jenava Mie                      | 27 mars 2021       | 20 mai 2021        | 215B       |
| Désespérée de s'amuser, Polly éclate toute seule et trouve un nouvel ami improbable dans le processus.                                                                                               |               |                                                                 |                                |                                 |                    |                    |            |
| 56a | 16a           | Les remords de Fausse Morille Toad to Redemption                | Kyler Spears                   | Gloria Shen                     | 3 avril 2021       | 21 mai 2021        | 216A       |
| Maire Toadstool se voit offrir le poste de ses rêves, mais ne veut pas quitter Wartwood. |               |                                                                 |                                |                                 |                    |                    |            |
| 56b | 16b           | Maddie & Marcy Maddie and Marcy                                 | Joe Johnston                   | Adam Colás                      | 3 avril 2021       | 21 mai 2021        | 216B       |
| Maddie travaille sur un sort important, mais ses trois petites sœurs continuent de se mettre en travers de son chemin.                                                                               |               |                                                                 |                                |                                 |                    |                    |            |
| 57a | 17a           | Le deuxième temple The Second Temple                            | Jenn Strickland                | Todd McClintock                 | 10 avril 2021      | 21 juin 2021       | 217A       |
| La quête d' Anne et Marcy pour rentrer chez eux les emmène dans un temple de montagne glacé, mais ils auront besoin d'aide pour le trouver.                                                          |               |                                                                 |                                |                                 |                    |                    |            |
| 57b | 17b           | Le marteau de Barrel Barrel's Warhammer                         | Kyler Spears                   | Michele Cavin                   | 10 avril 2021      | 21 juin 2021       | 217B       |
| Sasha et Grime partent en quête pour récupérer un Warhammer légendaire. |               |                                                                 |                                |                                 |                    |                    |            |
| 58a | 18a           | Bessie et Coquille-Angelo Bessie & MicroAngelo                  | Joe Johnston                   | Jenava Mie                      | 17 avril 2021      | 22 juin 2021       | 218A       |
| Bessie a du pain sur la planche lorsqu'elle est chargée de montrer les ficelles du métier à MicroAngelo.                                                                                             |               |                                                                 |                                |                                 |                    |                    |            |
| 58b | 18b           | Le troisième temple The Third Temple                            | Jenn Strickland                | Gloria Shen                     | 17 avril 2021      | 22 juin 2021       | 218B       |
| Anne et Marcy ont besoin de l'aide d'un vieil ami pour survivre à un temple volcanique qui détient la dernière clé pour rentrer chez eux.                                                            |               |                                                                 |                                |                                 |                    |                    |            |
| 59a | 19a           | Le dîner The Dinner                                             | Kyler Spears                   | Adam Colás                      | 24 avril 2021      | 24 juin 2021       | 219A       |
| Anne et les Plantar invitent d'anciens adversaires à dîner pour essayer d'enterrer la hache de guerre.                                                                                               |               |                                                                 |                                |                                 |                    |                    |            |
| 59b | 19b           | Concours de groupe de musique Battle of the Bands               | Joe Johnston                   | Todd McClintock                 | 24 avril 2021      | 24 juin 2021       | 219B       |
| Anne et ses amis font équipe pour participer au concours Wartwood Battle of the Bands. |               |                                                                 |                                |                                 |                    |                    |            |
| 60 | 20            | Révélations True Colors                                         | Kyler Spears & Jenn Strickland | Michele Cavin & Jenava Mie      | 22 mai 2021        | 27 octobre 2021    | 220        |
| Le gang se rend à Newtopia pour faire ses adieux et enfin renvoyer les trois filles à la maison. Cependant, quelqu'un a d'autres plans.                                                              |               |                                                                 |                                |                                 |                    |                    |            |